# Вакула Іван Григорович
Іван Григорович Вакула (1904—1941) — педагог, перший директор Кременецького учительського інституту.

## Життєпис
Іван Григорович Вакула навчався в Полтавському педагогічному інституті на філологічному відділенні. Іван Вакула був направлений в м. Кременець після інституту, де у 1940 році Постановою Ради Народних Комісарів від 15 квітня на базі ліцею відкрито учительський інститут, в якому вперше заняття розпочалися українською мовою.
У березні 1940 року став першим директором Кременецького учительського інституту. Пропрацював там лише рік.

## Участь у ІІ Світовій Війні
Після початку ІІ Світової Війни Іван Григорович був мобілізований в 1941 році. На фронті був смертельно поранений.